# 蓋爾金翅雀鯛
蓋爾金翅雀鯛（學名：Chrysiptera galba），又稱蓋爾刻齒雀鯛，是輻鰭魚綱鱸形目雀鯛科金翅雀鯛屬的其中一種，分布於西太平洋庫克群島、皮特凱恩群島、拉帕群島海域，深度1至30公尺，本魚體呈橢圓形而側扁，背鰭硬棘13枚、背鰭軟條13-15枚、臀鰭硬棘2枚、臀鰭軟條14-16枚，體長可達7公分，棲息在外海礁坡，以浮游生物為食，繁殖期成對出現，雄魚會守護魚卵至孵化，生活習性不明。